# 新即物主義
新即物主義（Neue Sachlichkeit，亦稱新客觀主義）是繪畫，文學與建築相關的風格，特別對於1920年代深具意義。這個名稱由1925年藝術評論家古斯塔夫·弗雷德禮西·哈特拉伯受到在曼海姆舉辦的回顧展的而聯想命名。理解新即物主義，如同表現主義、達達主義與超現實主義等藝術理論的結合，且對社會寫實主義有著深遠的影響。

## 繪畫風格
新即物主義基本上分為三種潮流：

## 藝術家
- 喬治·葛羅茲
- 奧圖·迪克斯（Otto Dix）
- 孔瑞德·斐立斯米勒（Conrad Felixmüller）
- 庫特·克爾勒（Curt Querner）
- 法蘭斯·萊德茲威爾（Franz Radziwill）
- 亨利·瑪麗亞·達瑞豪森（Heinrich Maria Davringhausen）
- 奧圖·基伯（Otto Griebel）
- 魯道夫·席力特（Rudolf Schlichter）
- 喬治·辛夫（Georg Schrimpf）
- 亞歷山大·卡諾得（Alexander Kanoldt）
- 卡爾·葛羅斯貝格（Carl Grossberg）
- 黑貝特·伯特格（Herbert Böttger）
- 保羅·卡爾貝爾（Paul Kälberer）
- 克里斯提安·查得（Christian Schad）
- 马克斯·贝克曼

## 新即物主義於文學
1964年在台灣創立的「笠詩社」，在創作上奉行新即物主義。
出處：簡明台灣文學史（古繼堂主編）

## 新即物主義於建築
二零年代初期，新即物主義的建築與表現主義有著顯著的表現，與文學領域一樣具特色，尤其在包豪斯風格或包豪斯建築成名後之創作。許多如由布鲁诺·陶特或密斯·凡·德罗設計的建築物或都市建築計畫，在二十世紀中葉前於魏森霍夫住宅展之作品，皆屬於新即物主義。從表現主義過渡到新即物主義，或所謂的現實主義，歸功於評論家阿道夫·貝禾（Adolf Behe），特別是1925年出版的《摩登機能建築》（Der moderne Zweckbau）一書，作重要的宣傳。新即物主義在德國隨著國家社會主義而來的政治文化下，包豪斯的關閉，與許多具代表性的人物前往美國避難後而結束。
新即物主義的形成，主要為一些知名藝術家，於德國第一次世界大戰前，拋棄了所謂的青年風格，開始第一個所謂的新即物主義建築與工藝美術。其開端於1906年，在德雷斯顿的大型藝術工業產品展覽會上，以形式簡化方式呈獻藝術工業，形成獨特的風格。
以德國工業聯盟為基礎，1907年展覽與出版品皆以「即物主義」、「機能主義」及「現代機能風格」為命名，並與「工業設計」流行的公共議題做結合。新即物主義建築的結束，起源於第一次世界大戰初期，表現主義的興起，及1914年科隆的德意志制造联盟展（Werkbundausstellung）準備時期的衝突；支持手工藝的年輕藝術家世代（如沃尔特·格罗皮乌斯與陶特）因不同的藝術目標而宣布與支持工業規格化的赫尔曼·穆特修斯（Hermann Muthesius）決裂。